# Watervliegtuig

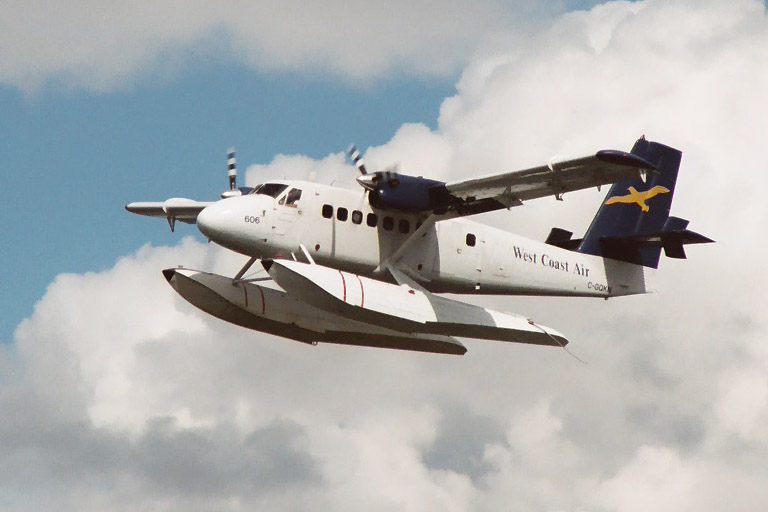
DHC-6 Twin Otter

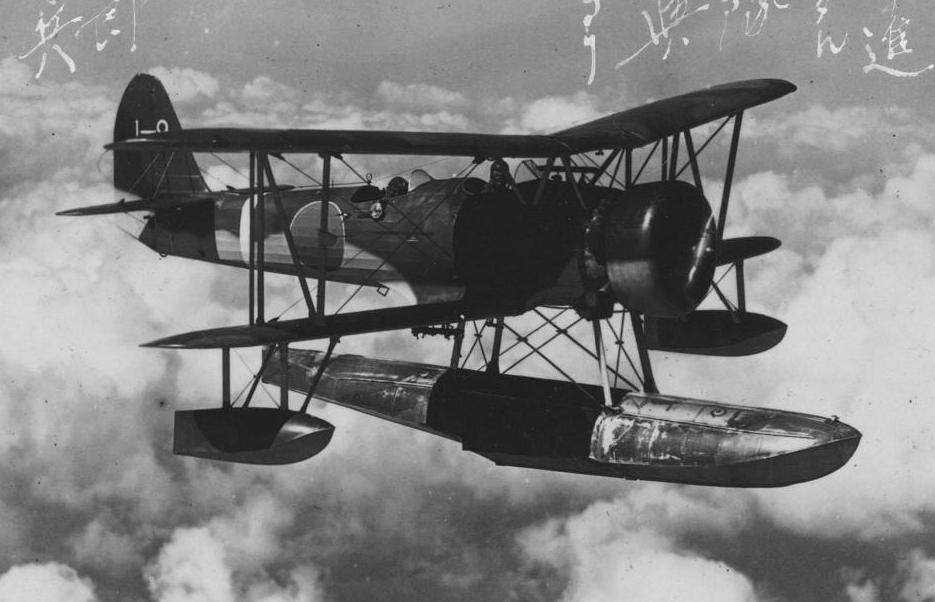
Nakajima E8N watervliegtuig, dit soort toestellen met een grote en twee kleine drijvers aan de vleugels werd vooral op oorlogsschepen gebruikt

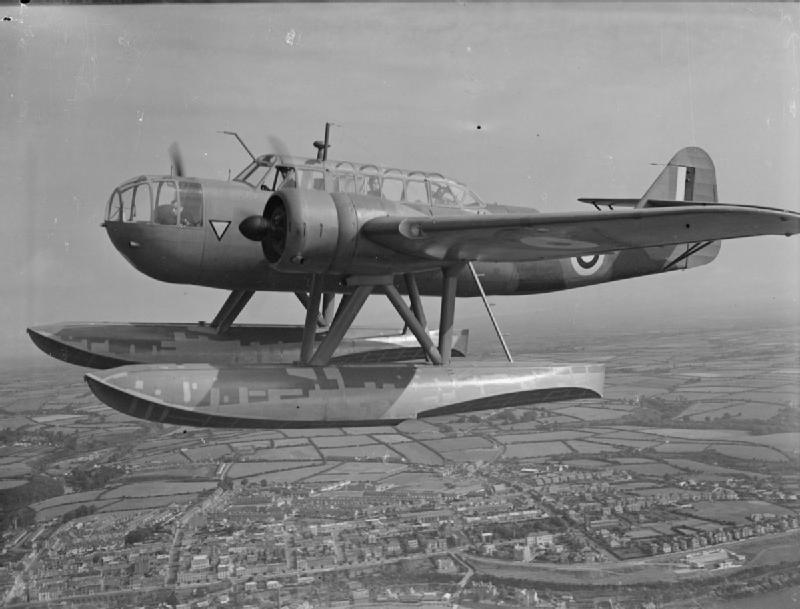
Een Fokker T.VIIIw in dienst bij het 320 Dutch Squadron RAF

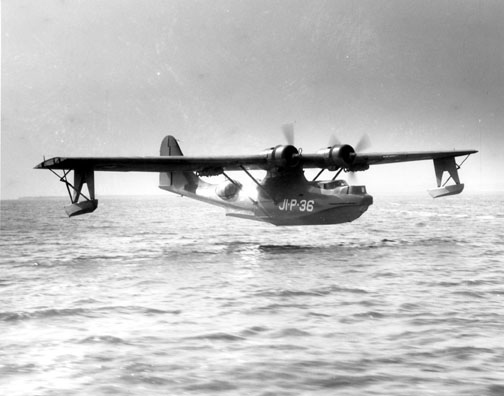
Consolidated PBY Catalina vliegboot tijdens de landing op NAS Jacksonville tijdens de Tweede Wereldoorlog

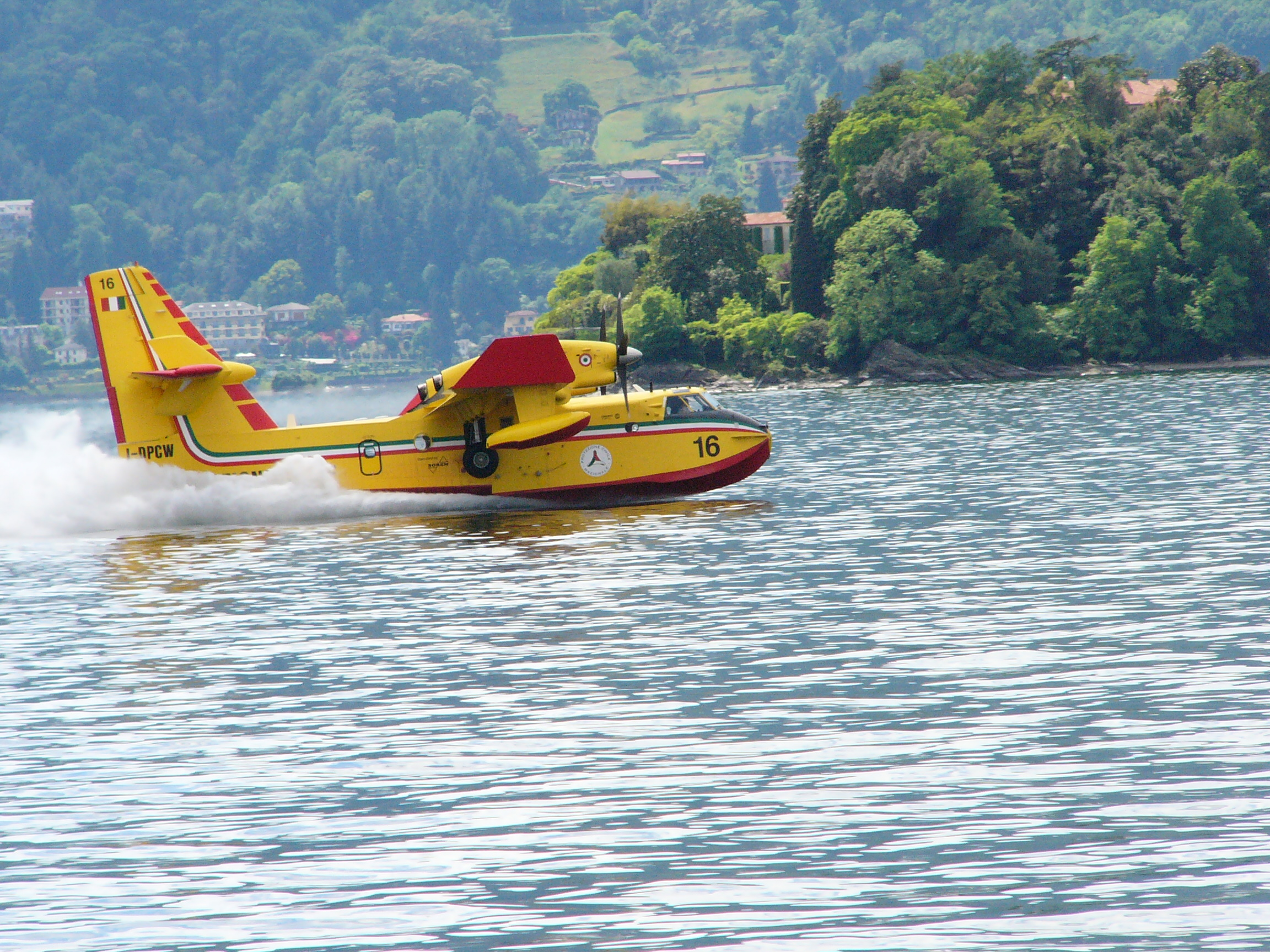
Blusvliegtuig Canadair CL-415 neemt water in

Een watervliegtuig is een vliegtuig dat is ontworpen om te starten van en te landen op het water.

## Indeling
Er bestaan twee typen, afhankelijk van de wijze waarop het drijfvermogen wordt gerealiseerd. 
- Watervliegtuig of drijvervliegtuig, dit zijn vliegtuigen met drijvers op de plaats waar zich normaal de wielen bevinden. De drijvers zorgen ook voor stabiliteit.
- Vliegboot, hierbij wordt het drijfvermogen voornamelijk geleverd door de romp van het vliegtuig die als een soort scheepsromp fungeert. Voor de stabiliteit zijn vaak aan de vleugels kleine drijvers aangebracht. Deze drijvers zijn vaak inklapbaar waardoor ze onderdeel worden van de vleugel. Dit vermindert de luchtweerstand en ze zijn daarom ook moeilijk zichtbaar als het vliegtuig eenmaal in de lucht is.

## Voor- en nadelen
Het grote voordeel van een watervliegtuig is dat vrijwel overal wel een meer te vinden is waarop geland kan worden, terwijl een normaal vliegtuig een landingsstrip of althans een vlak stuk grond zonder obstakels nodig heeft. 
De weerstand van het water is hoog. Een watervliegtuig heeft dan ook een krachtige motor nodig om op het water voldoende snelheid te maken om op te kunnen stijgen.
Corrosie is een belangrijk nadeel voor watervliegtuigen bij diensten op zee.
Jacques Schneider creëerde de Schneider Trophy om het watervliegtuig te ontwikkelen en te promoten.

## Gebruik
Tussen de twee wereldoorlogen kregen veel grote marineschepen watervliegtuigen mee voor de verkenning of artilleriewaarneming. De vliegtuigen werden gelanceerd vanaf het dek of voor de start met een kraan in het water geplaatst. Bij terugkeer landden ze in het water en vervolgens werden ze met de kraan terug aan boord gehesen. Tijdens de Tweede Wereldoorlog was de Japanse I-400 onderzeeboot groot genoeg om drie watervliegtuigen mee te nemen. De komst van vliegdekschepen maakte dit overbodig of de vliegtuigen zijn vervangen door de helikopter.
In de jaren 30 van de 20e eeuw werden langeafstandsvluchten over de oceaan bijna uitsluitend met vliegboten uitgevoerd. Om de grote afstanden af te kunnen leggen was veel brandstof nodig. De zware vliegtuigen konden daarom niet van het land opstijgen omdat de aanleg van de banen te kostbaar was.
Tijdens de Tweede Wereldoorlog gebruikten de geallieerden watervliegtuigen om contact te houden met het verzet in bezet gebied. Men kon snel op een meer landen en weer opstijgen voordat de bezetter het in de gaten had, wat op een vliegveld nooit gelukt zou zijn. Vliegboten werden veelvuldig ingezet bij de bestrijding van onderzeeboten. Ze konden niet alleen ver vliegen maar ook lange tijd in de lucht blijven en dwongen de onderzeeboten onder water te blijven. Met een bewapening van boordwapens, dieptebommen en, later, torpedo's konden ze ook actief onderzeeboten vernietigen. De vliegboten werden verder veelvuldig gebruikt voor patrouilletaken en opsporings- en reddingsacties.
Tegenwoordig worden nog veel vliegboten ingezet bij de bestrijding van branden, de blusvliegtuigen.

## Vliegboten
- Boeing 314
- Consolidated PBY Catalina
- Dornier Do X
- Kawanishi H8K
- Kawanishi H6K

- Martin PBM Mariner
- Martin P5M Marlin
- Martin JRM Mars